# BHLHE41
La " família bàsica d'hèlix-bucle-hèlix, membre e41 ", o BHLHE41, és un gen que codifica una proteïna bàsica del factor de transcripció d'hèlix-bucle-hèlix en diversos teixits tant d'humans com de ratolins. També es coneix com DEC2, hDEC2 i SHARP1, i anteriorment es coneixia com a " domini bàsic d'hèlix-bucle-hèlix que conté, classe B, 3 " o BHLHB3. BHLHE41 és conegut pel seu paper en els mecanismes moleculars circadians que influeixen en la quantitat de son, així com pel seu paper en la funció immune i la maduració dels llinatges de cèl·lules T helper tipus 2 associats amb la immunitat humoral.

## Història
El laboratori de Klaus-Armin Nave va identificar BHLHE41/SHARP1 i BHLHE40/SHARP2 com una nova subfamília de la família de proteïnes hèlix-bucle-hèlix (BHLH). Van diferenciar BHLHE41/SHARP1 i BHLHE40/SHARP2 d'altres gens que codifiquen proteïnes BHLH, ja que no es transcriuen fins al final del desenvolupament embrionari. La seqüència d'ADN de BHLHE41 va ser obtinguda per primera vegada pel laboratori de la doctora Yukia Kato mitjançant una cerca a la biblioteca d'ADNc. En particular, van obtenir la seqüència de BHLHE40/DEC1 i van realitzar una cerca d'etiquetes de seqüència expressada (EST) per identificar la seqüència BHLHE41/DEC2. BHLHE41/DEC2 i BHLHE40/DEC1 comparteixen un 97% d'homologia al domini BHLH. Després de la identificació del gen BHLHE41, el laboratori del Dr. Ken-Ichi Honma va caracteritzar el seu paper com a regulador del rellotge circadià dels mamífers. El paper de BHLHE41 en altres vies encara s'està caracteritzant completament.

## Estructura
BHLHE41 és un membre de la subfamília DEC dins de la família gènica de proteïnes hèlix-bucle-hèlix (bHLH). BHLHE41 es va cartografiar al cromosoma humà 12 : 26.120.026-26-125-127 cadena inversa i té una longitud total de 5.101 parells de bases. El gen també està mapejat a 6 G2-G3 al cromosoma del ratolí i 4q43 distal-q4 al cromosoma de rata, respectivament. BHLHE41 té 3 variants d'empalmament conegudes. BHLHE41-002 i BHLHE41-003 són introns retinguts i no codifiquen una proteïna. BHLHE41-001 conté 5 exons codificants, té una longitud de transcripció de 3.837 parells de bases i codifica la proteïna BHLHE41 de 482 aminoàcids.  BHLHE40 és el paràleg de BHLHE41. BHLHE41 té actualment 165 ortòlegs coneguts. 
La proteïna BHLHE41 té un domini bàsic d'hèlix-bucle-hèlix (bHLH) de tipus myc i un domini taronja. El domini taronja és una seqüència de 30 residus situada a l'extrem carboxi-terminal en relació amb el domini BHLH de la proteïna la funció de la qual encara no està clara. El domini bàsic hèlix-bucle-hèlix permet als membres de la família de proteïnes dimeritzar-se entre ells per afectar la transcripció gènica mitjançant la unió a seqüències específiques d'ADN. La proteïna BHLHE41 també té regions riques en alanina i glicina al terminal C i no té el motiu WRPW per a la interacció amb el correpressor Groucho.
BHLHE41 recluta la histona metiltransferasa G9a i la histona desacetilases HDAC1 i Sirt1 per mediar les modificacions de la cromatina que reprimeixen l'expressió gènica diana.

## Importància clínica

### Sistema immunitari
S'ha demostrat que BHLHE41 és un regulador de l'activació de les cèl·lules T. BHLHE41 regula l'expressió de CD25 mitjançant un mecanisme dependent de Stat6, que millora la via del senyal mediada pel receptor IL-2, que afavoreix la diferenciació de TH2. Gata3 millora els senyals de diferenciació de la cèl·lula T helper 2 (T h 2) regulant l'expressió de BHLHE41 mitjançant un bucle autorregulador.

### Hipòxia
La hipòxia estimula la producció del factor 1 alfa induïble per la hipòxia (HIF-1α), que inicia la resposta hipòxica. HIF-1 α indueix la transcripció de BHLHE41 i BHLHE40. Es creu que això reprimeix la proliferació cel·lular, que no és propici per a un entorn hipòxic. BHLHE41 també pot bloquejar una resposta hipòxica presentant HIF-1 α a un complex proteasoma, que indueix la degradació de HIF-1 α.

### Múscul
S'ha demostrat que BHLHE41 reprimeix la diferenciació miogènica mitjançant la inhibició de l'activitat de MyoD mitjançant múltiples mecanismes. Quan BHLHE41 es dimeritza amb MyoD i E47, impedeix la formació d'heterodímers MyoD-E47, que són funcionals. Quan BHLHE41 es sumoila a K240 i K255, recluta la histona metiltransferasa G9a. A continuació, G9a catalitza la dimetilació repressiva de la histona 3 lisina 9 (H3K9me2) als llocs promotors dels gens diana de MyoD. G9a també metila MyoD, que inhibeix l'activitat transcripcional de MyoD.

### Sarcoma, càncer oral, càncer de fetge i càncer de còlon
S'ha demostrat que BHLHE41 suprimeix l'expressió del factor de creixement endotelial vascular (VEGF) en cèl·lules de sarcoma i cèl·lules canceroses orals. BHLHE41 també suprimeix el citocrom P450 2D6 (CYP2D6) a les cèl·lules de carcinoma hepatocel·lular. Mentre que BHLHE40 indueix apoptosi, senescència i transició epitelial-mesenquimal (EMT) a les cèl·lules tumorals, BHLHE41 mostra una expressió circadiana i inhibeix l'EMT, l'apoptosi i la metàstasi a les cèl·lules del sarcoma i les cèl·lules del carcinoma hepatocel·lular. S'ha demostrat que el teixit normal adjacent als carcinomes de còlon mostra alts nivells d'expressió de BHLHE41. La investigació està examinant actualment si BHLHE40 i BHLHE41 es poden utilitzar com a gens diana per a la quimioteràpia.

### Càncer de mama
Es creu que BHLHE41 és un regulador crític de la metàstasi del càncer de mama triple negatiu (TNBC). Regulat pel supressor de metàstasi p63, BHLHE41 inhibeix TNBC mitjançant la inhibició de HIF-1α i el factor 2α induït per la hipòxia (HIF-2α). Els estudis han demostrat que BHLHE41 és necessari i suficient per limitar l'expressió dels gens diana HIF, en unir-se mecànicament als HIF i afavorir la degradació proteasòmica. Es creu que els tumors de càncer de mama que mostren una alta expressió de BHLHE41 i CyclingG2 tenen un menor risc metastàtic.